# Новий собор Саламанки
Кафедральний собор Успіння Діви Марії (ісп. Catedral de la Asunción de la Virgen дав.-гр. Catedral de la Asunción de la Virgen+), відомий як Новий собор (ісп. Catedral Nueva дав.-гр. Catedral Nueva+), разом зі Старим собором є одним із двох соборів Саламанки, Кастилія та Леон, Іспанія. Це резиденція єпархії Саламанки й один з найбільших соборів Іспанії. Собор будувався між 1533 і 1733 роками впритул до Старого собору, з яким поділяє дзвіницю. Архітектура поєднує стилі пізньої готики, платереско та бароко.

## Архітектура
Будівництво розпочалося в стилі пізньої готики, але включає кілька пізніших стилів. Церква хрестоподібна в плані, складається з трьох нефів та нішевих каплиць між контрфорсами. Вона перекрита ребристими склепіннями з тьєрсеронами, що утворюють складні та зіркоподібні візерунки. Трансепт накриває восьмикутний купол з монументальними рельєфами, увінчаний циліндричним барабаном, з великими вікнами та напівсферичним куполом нагорі. Зовні він закінчується фальшивим ліхтарем. Церква добре освітлена вітражними вікнами. Її стіни мають дві суцільні галереї на двох рівнях з численними медальйонами з бюстами біблійних персонажів, а також численними гербами собору.

## Оздоблення
Прямокутна головна капела увінчана поліхромним та позолоченим склепінням, яке покриває скинію, виготовлену родиною Чуррігера як архітектурний балдахін. Вона містить зображення Успіння Пресвятої Богородиці, виготовлене в 1624 році Естебаном де Руедою, а також срібні урни з останками святого Іоанна Саагуна (покровителя Саламанки) та святого Томи Вільянуева. Вісімнадцять каплиць оточують Новий собор.
Так звану Золоту капелу прикрашають статуї на виступах та балдахінах, поліхромні та позолочені. Зображення Адама та Єви супроводжуються зображеннями патріархів, апостолів, святих, сивіл, пророків та Смерті.
Новий собор дотримується принципів «more espano» у своєму інтер'єрі. Таким чином, він має хор каноніків посередині головного нефа. Хор двоповерховий, верхній хор містить рельєфні зображення Христа Спасителя в повний зріст, Апостольської колегії, євангелістів, святих місцевої церкви Саламанки, отців Церкви, святих Іспанської Церкви та титулярних святих головних кафедр Іспанської корони. Нижній хор містить бюсти святих та дів, за винятком групи, пов'язаної з щотижневим вівтарем. Вівтар з колонною структурою прикрашений вишуканим різьбленням. Зображення Святої Марії Прощенної, створене в середині XVI століття, було розміщено в центрі, а зображення Святої Анни та Святого Івана Хрестителя роботи Хуана де Хуні розміщено з боків.
Зовнішній вигляд особливо примітний головним фасадом з його надзвичайно деталізованими деталями, включаючи рельєфи сцен Різдва Христового та Богоявлення над дверима. Весь фасад прихований під великою аркою, увінчаною Голгофою, зображеннями святих Петра та Павла. Цей фасад поєднує скульптуру першої половини XVI століття з другою половиною XVII століття. Портал Рамоса демонструє іконографічний ансамбль, що виділяє скульптурну групу Входу Ісуса до Єрусалиму та євангелістів, які позначають дверний отвір. Як і західний портал, він також поєднує скульптуру XVII століття з XVIII століттям.
За традицією, під час реставрацій собору скульптори додають якусь деталь, що характеризує тодішню епоху. Тому в 1992 році на ділянку біля головного входу було додано низку елементів, які характеризують XX століття. Серед них барельєф астронавта.

## Історія
У Саламанці, як і в інших кастильських єпископських кафедрах, у XII столітті було збудовано собор у романському стилі, потім знаний як Старий собор. Оскільки населення Саламанки значно зросло в наступні століття, значною мірою завдяки привабливості її університету, на початку XVI століття почали розглядати можливість будівництва нового кафедрального собору. Наявний собор був замалий і архітектурно застарілий, до того ж поступався розмірами колосальному Севільському собору, розпочатому століттям раніше. У 1513 році розпочалося будівництво нового храму впритул до Старого собору.
Будівництво Нового собору Саламанки тривало 220 років. Почалося в 1513 році, а урочисте відкриття та освячення відбулося в 1733 році. Католицькі монархи брали участь у початковому проєкті на прохання капітулів собору.
Серед великих майстрів-архітекторів, які керували роботами над будівництвом, були Хуан та Родріго Хіль де Онтаньйон, Хуан де Алава, Хуан Сетьєн Гемес, Панталеон Понтон, брати Чуррігера та Хуан де Сагарбінага.
Золота каплиця замовлена архидияконом Альби, Франсіско Санчесом де Паленсуела, приблизно в 1515 році. У головній капелі зберігається зображення Успіння Пресвятої Богородиці, виконане в 1624 році Естебаном де Руедою. Каплиця Святого Лоренцо була заснована Лоренцо Санчесом де Асебес та його дружиною в 1630 році, і там же розташована їхня гробниця. Хор побудований між 1730 і 1740 роками за проєктом Хоакіна Чуррігери у стилі бароко.
Купол авторства Хоакіна Чуррігерри, спочатку був бароковим і його будівництво завершилося в 1725 році. Лісабонський землетрус 1755 року пошкодив купол, і його довелося перебудувати, цього разу Хуаном де Сагарвінагою в 1765 році.
Ризниці — це одні з останніх завершених конструкцій собору. Їх розпочав Мануель де Ларра Чуррігера, але більшу частину будівництва зрештою виконав Хуан де Сагарбінага приблизно в 1850-х роках.
До 1992 року кам'яна кладка головного входу була пошкоджена. Мігель Ромеро, один з каменярів, які брали участь у реставрації собору, мав ідею вказати, що реставрована частина нова, залишивши щось типове для свого часу. Він зобразив астронавта — символ космічної ери. Поруч — дракон, який їсть дві кульки морозива.

## Галерея

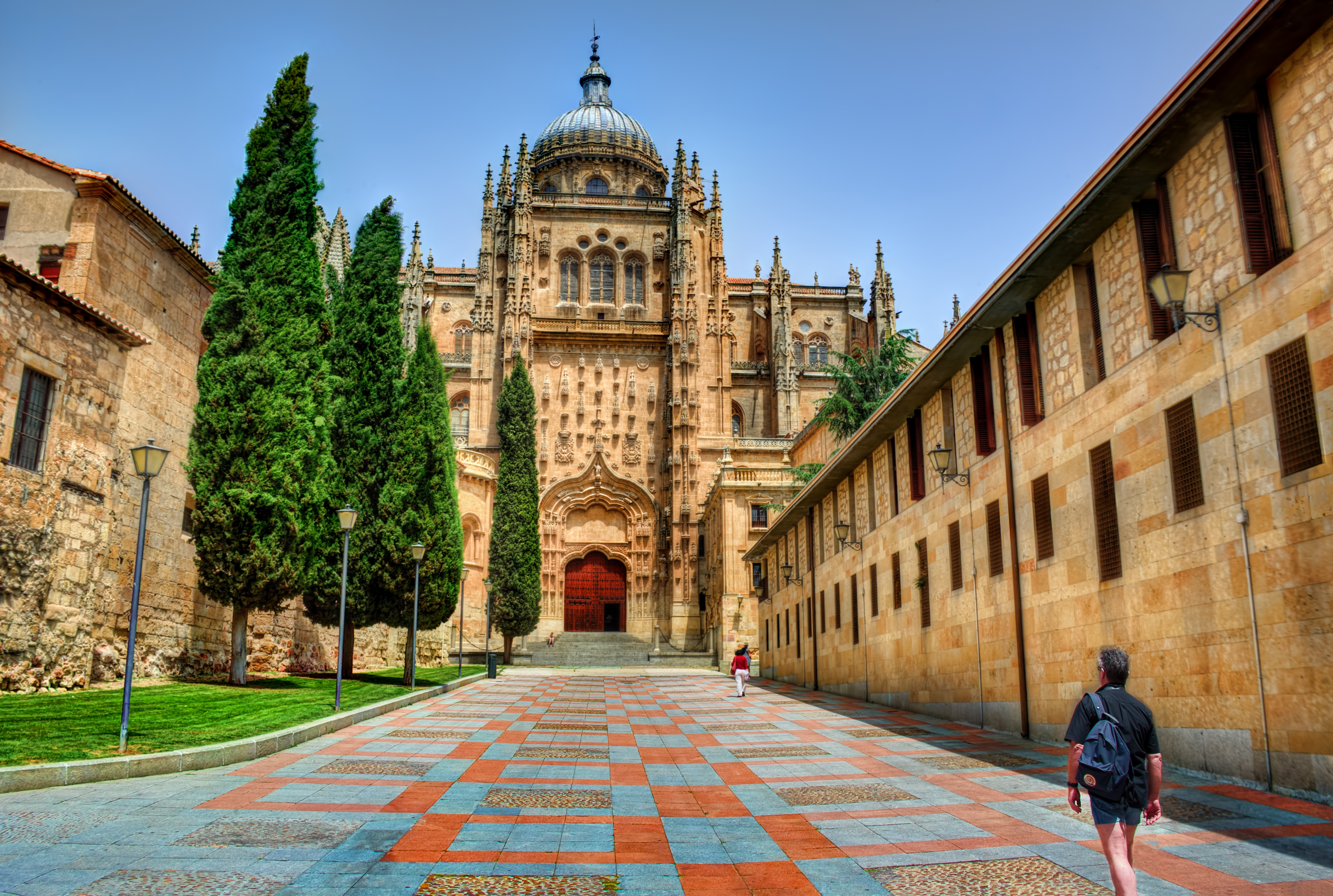
Дорога перед головним входом
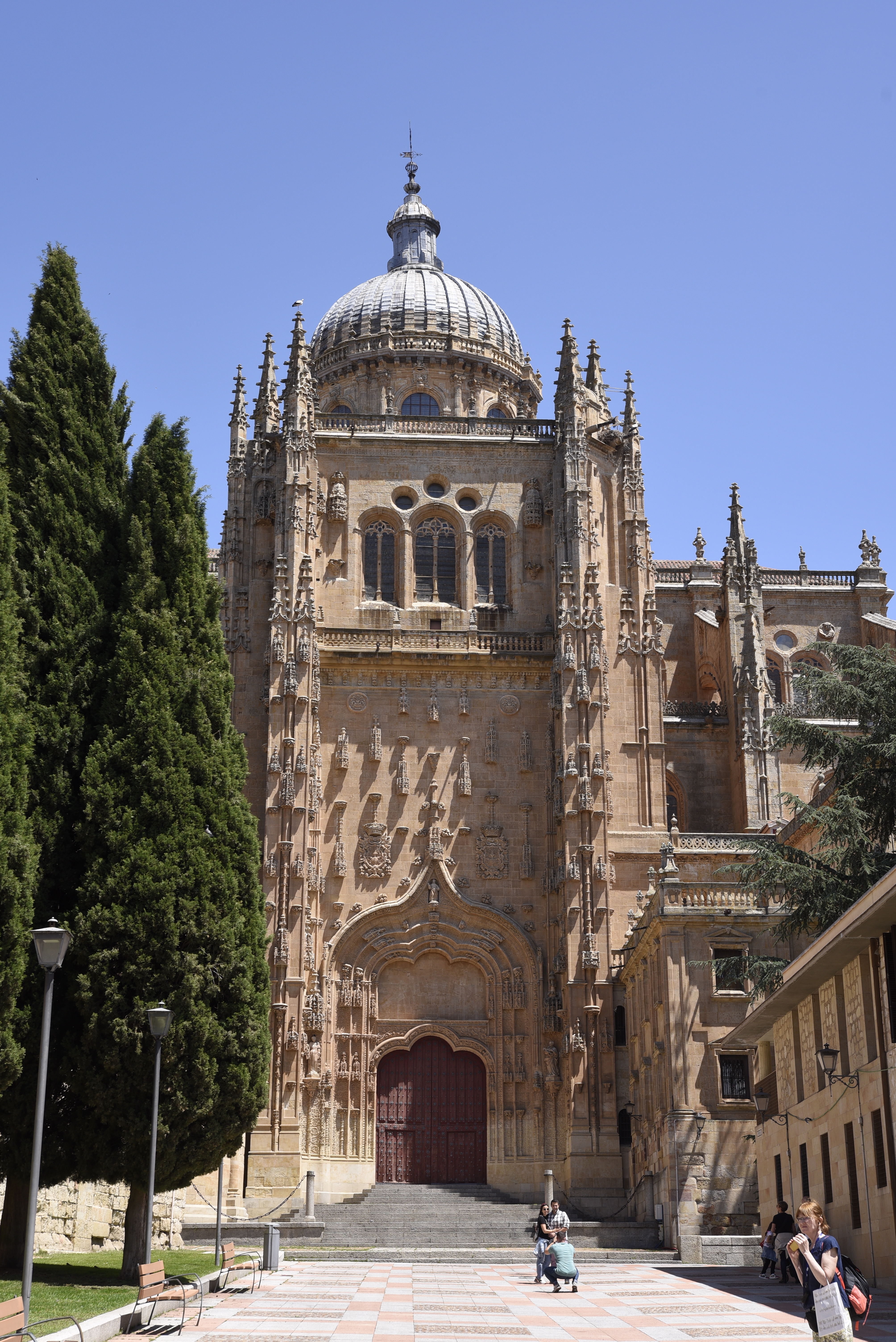
Головний вхід
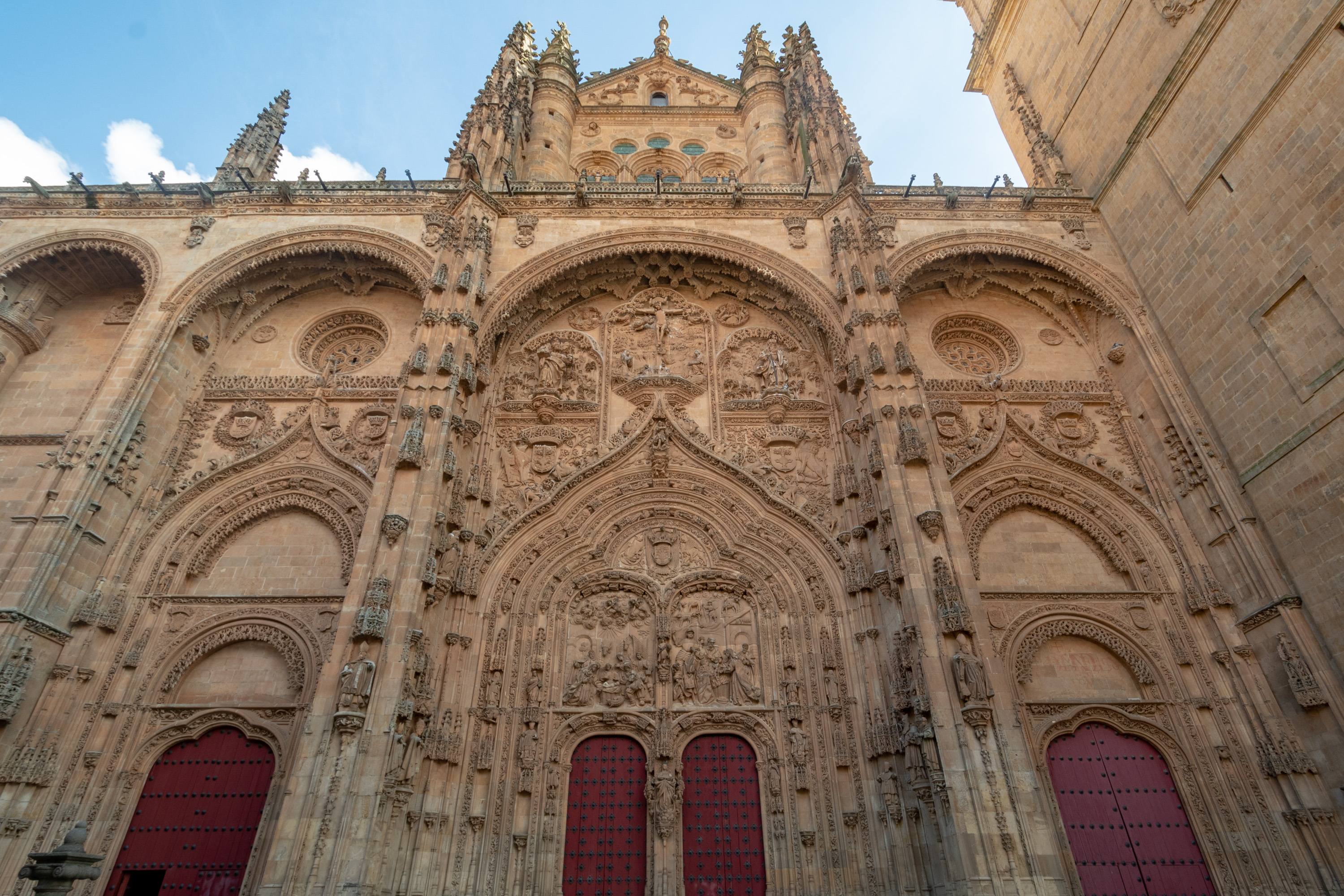
Західний фасад
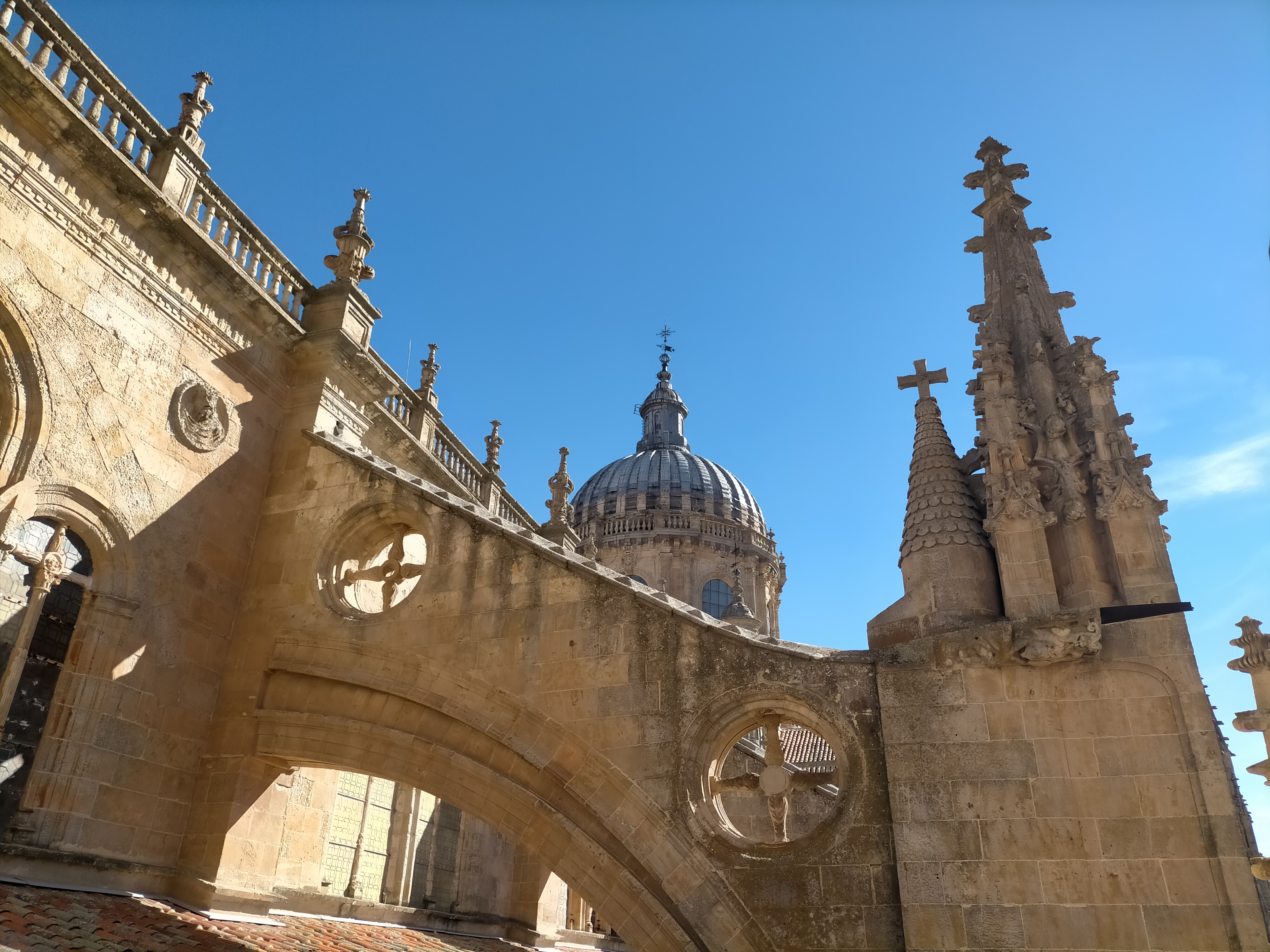
Один з контрфорсів
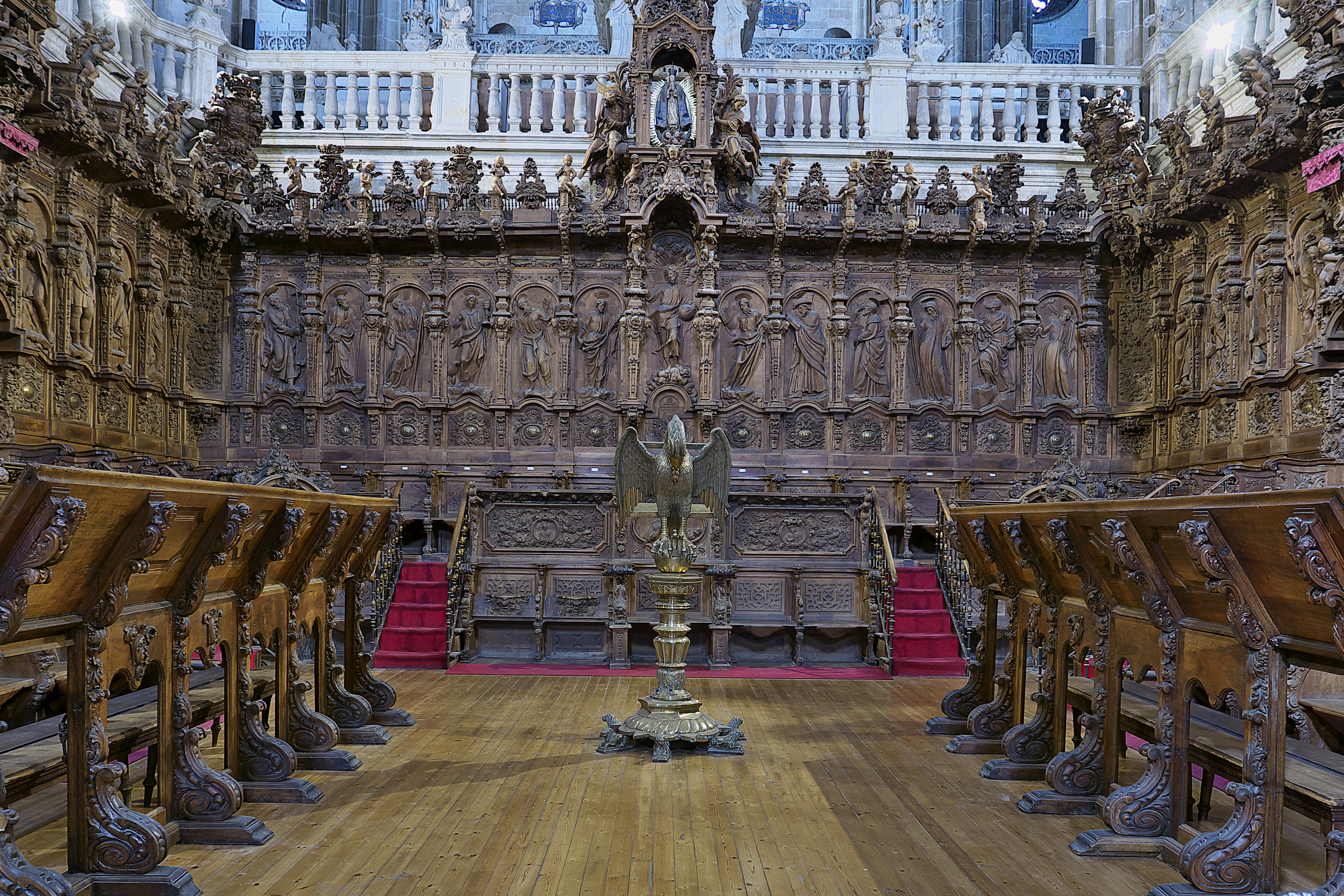
Хори
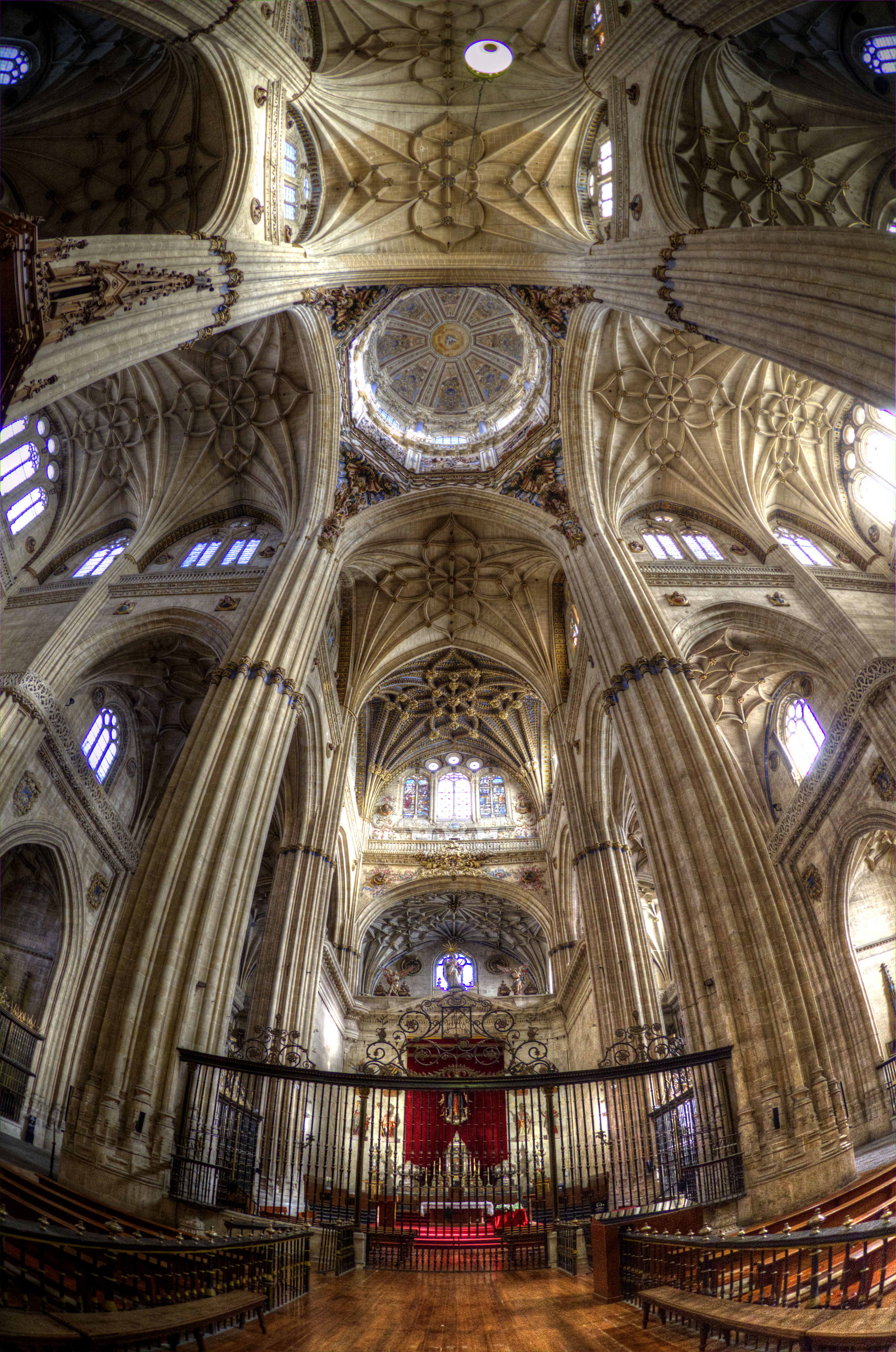
Центральний неф
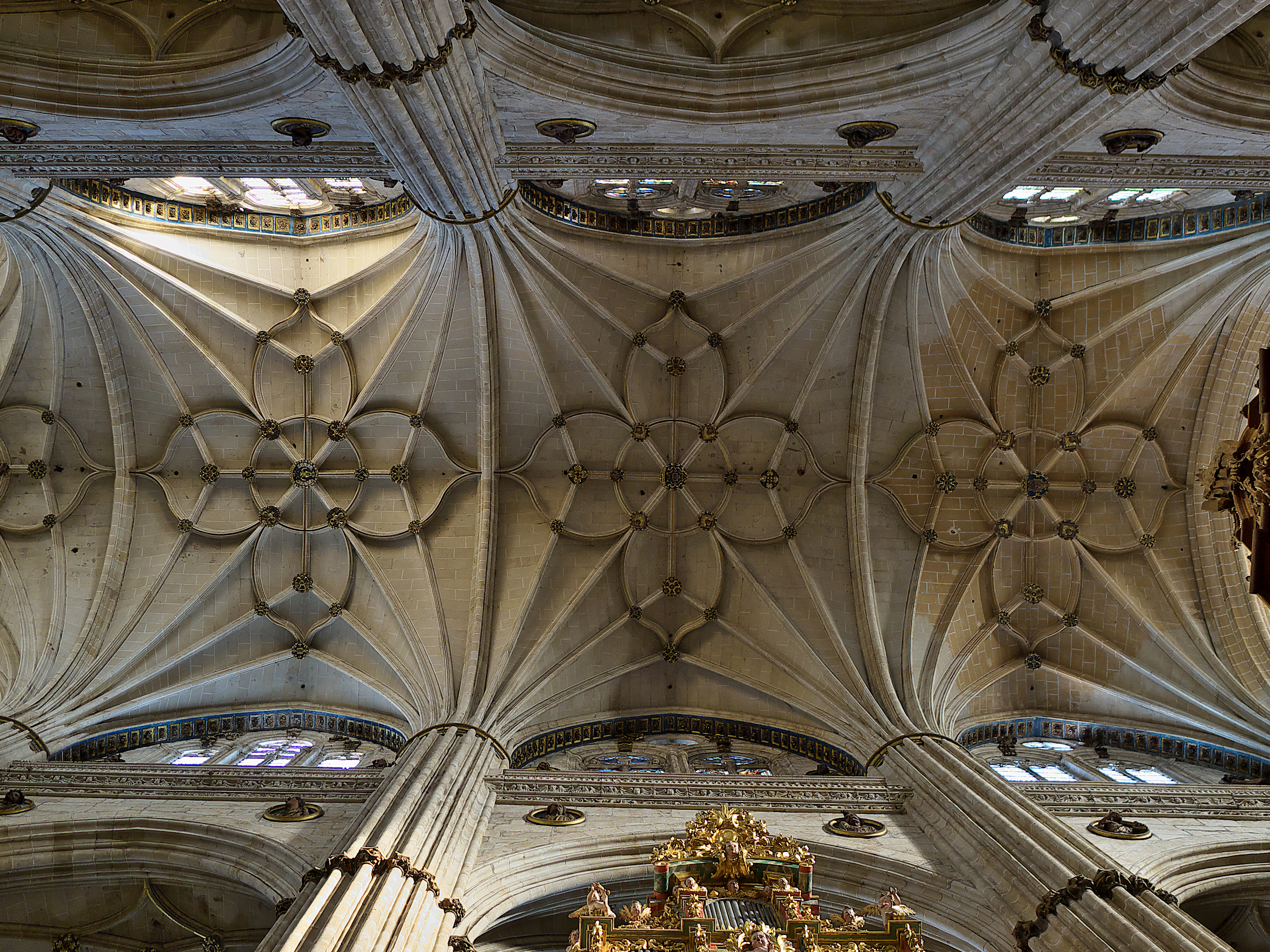
Стеля центрального нефу
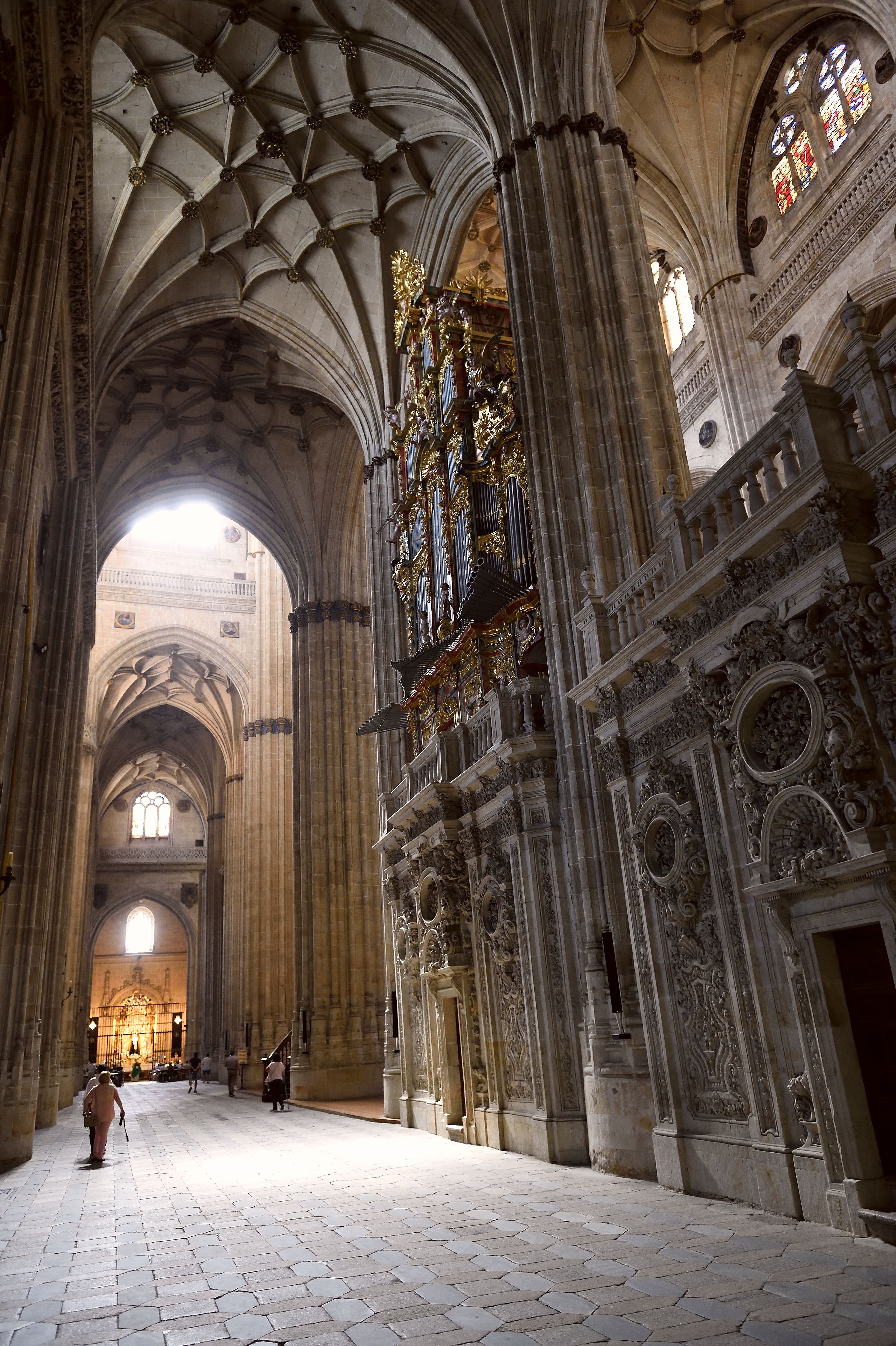
Північний неф
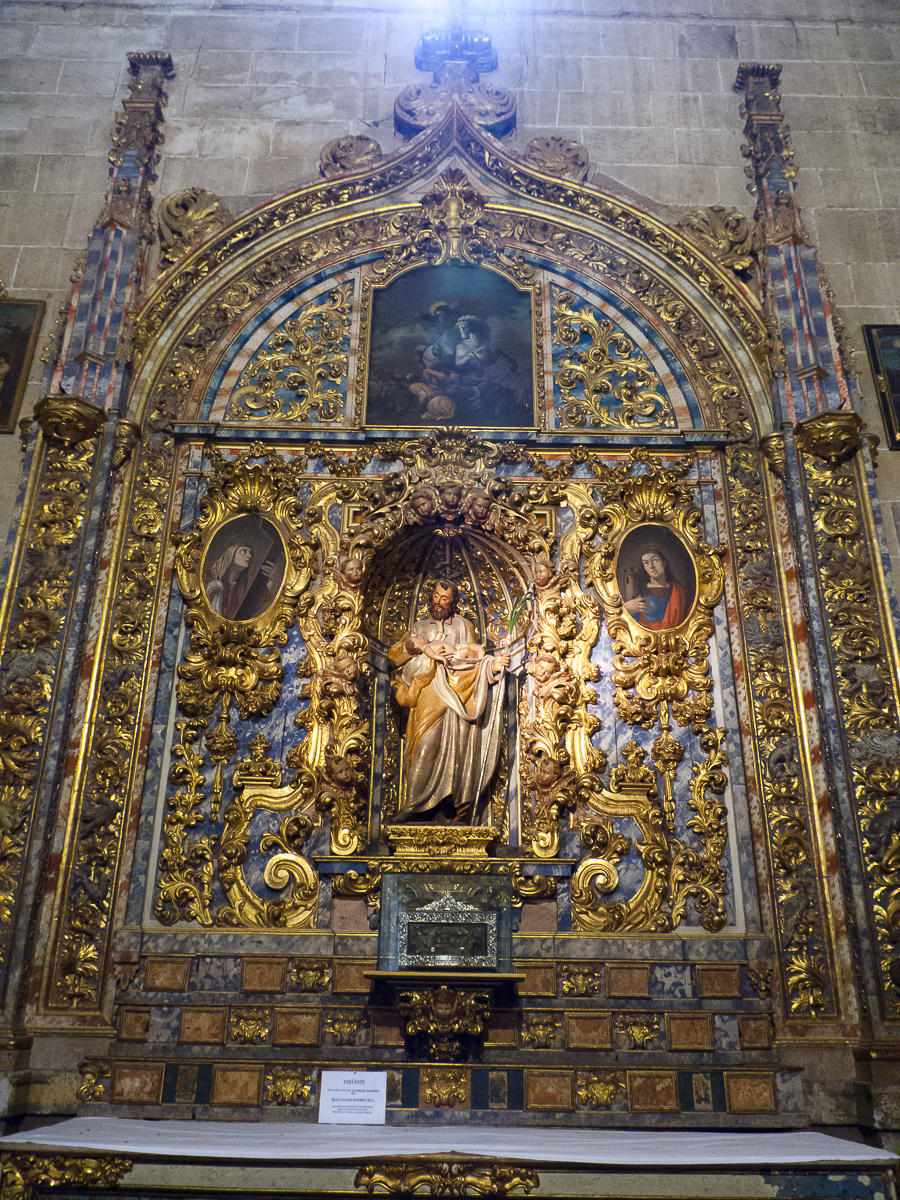
Каплиця святого Хосе (Йосипа)
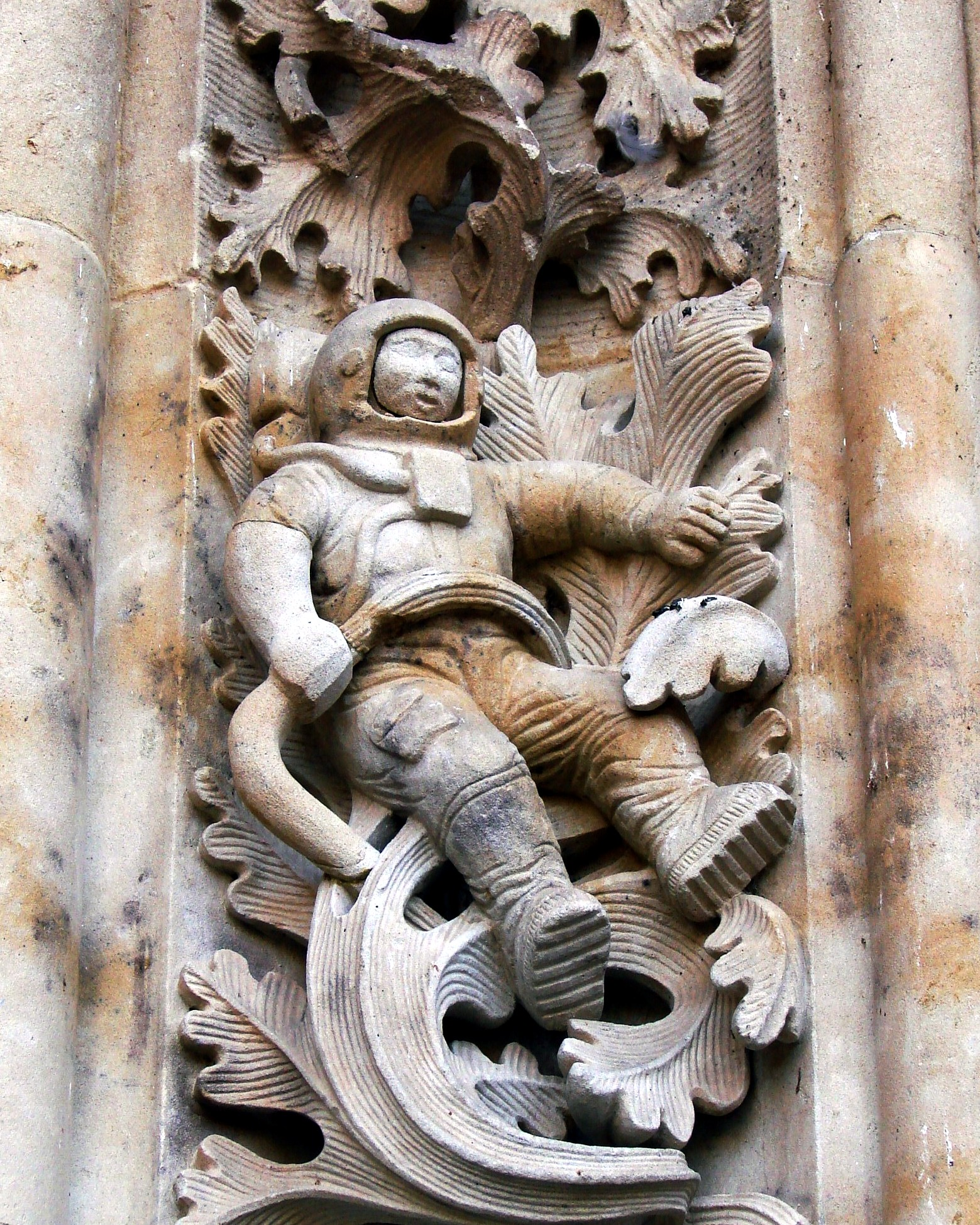
Скульптура астронавта, додана в 1992 році